# سيرجيو فيريرو
سيرجيو فيريرو (بالإيطالية: Sergio Ferrero)‏ هو كاتب إيطالي، ولد في 21 ديسمبر 1926 في تورينو في إيطاليا، وتوفي في 12 أغسطس 2008 في Lezzeno ‏ في إيطاليا.